# Маунт Хелти (Охајо)
Маунт Хелти (енгл. Mount Healthy) град је у америчкој савезној држави Охајо.

## Демографија
По попису из 2010. године број становника је 6.098, што је 1.051 (-14,7%) становника мање него 2000. године.
| Група             | 2000.         | 2010.         |
| Белци             | 5.239 (73,3%) | 3.766 (61,8%) |
| Афроамериканци    | 1.667 (23,3%) | 2.011 (33,0%) |
| Азијати           | 35 (0,5%)     | 44 (0,7%)     |
| Хиспаноамериканци | 73 (1,0%)     | 117 (1,9%)    |
| Укупно            | 7.149         | 6.098         |